# Thagria morosa
Thagria morosa är en insektsart som beskrevs av Nielson 1977. Thagria morosa ingår i släktet Thagria och familjen dvärgstritar. Inga underarter finns listade i Catalogue of Life.